# همان من
«همان من» ترانه‌ای از هنرمند اهل بریتانیا ادل است. این ترانه در آلبوم ۱۹ (آلبوم ادل) قرار داشت.